# Agata Szymczewska
Agata Szymczewska (née à Gdańsk le 7 octobre 1985) est une violoniste polonaise.

## Biographie
Diplômée des écoles de musique Grażyna Bacewicz de Koszalin, Agata Szymczewska étudie à l'Académie de musique Ignacy Paderewski de Poznań, ainsi qu'au Hochschule für Musik, Theater und Medien à Hanovre, avec les professeurs Bartosz Bryła et Krzysztof Węgrzyn. En 2006, Agata Szymczewska remporte la 13e édition du Concours international de violon Henryk Wieniawski.
De plus, elle est lauréate de nombreux autres compétitions au Canada, en Allemagne, Autriche, Russie et Pologne.
Ses concerts de tournées deviennent alors internationaux: au Théâtre des Champs-Élysées à Paris, au Victoria Hall de Genève, au Concertgebouw d'Amsterdam, au Berwaldhallen de Stockholm, au Théâtre Bolchoï de Moscou, mais aussi au Canada, Japon, Chine, Israël...
Agata Szymczewska a joué dans les orchestres les plus célèbres, tels que le Sinfonia Varsovia, l'Orchestre philharmonique de Varsovie, l'Orchestre symphonique national de la radio polonaise, l'Orchestre symphonique de Lahti...

## Récompenses et distinctions
- Prix Paszport Polityki 2006 dans la catégorie Musique classique
- Lauréate du Concours international de violon Henryk Wieniawski en 2006
- Prix Fryderyk 2006 dans la catégorie album solo de l'année